# 房裡溪官義渡示禁碑
24°26′06″N 120°38′47″E / 24.435129°N 120.646391°E
房裡溪官義渡示禁碑，是位於臺灣苗栗縣苑裡鎮房裡里、苑裡順天宮前的義渡碑，列為苗栗縣文化資產。

## 歷史
苑裡鎮的房裡溪流經數里，出海口為現今房裡里處，原溪面非常寬廣，人們必須靠渡船來往，在當地曾是很重要的交通要道。
道光十六年（1836年），婁雲因平撫桃澗堡閩粵械鬥有功，晉升臺灣府淡水撫民同知，轄域臺灣大甲溪以北。該年，他巡視轄內民情，認為應加強義渡制度，以利南北交通，包括大甲溪、房里溪、山柑尾溪、中港溪、鹽港溪及汫水港溪六處設義渡，遂率先捐300元薪俸，並向民間募捐購置田園，收租作船伕工資和渡船保養經費。
據居民鄭添丁回憶，祖父輩曾提及官府在房裡溪招募義田創設義渡碑，附近有店家、茶亭，船伕會把渡船繫在一棵大榕樹下。
當時房裡溪旁的義渡碑亭內立一石碑，上書「房里溪官義渡」，右款文「道光丁酉年起建設義渡，由官給發工食，往來行人隨到隨渡，不准需索分文，如違鳴官嚴辦」，左款是「加府銜淡水分府山陰婁雲建立」。此碑所刻「房」字的「方」特別大，右側還有填平痕跡，加上「里」跟「甲」只差兩橫，曾參與《苑裡鎮誌》編纂的前公所主任秘書林坤山認為當時大甲溪也有義渡碑，可能未留意刻了兩個「大甲」，發現有誤才更改。
隨房裡溪河道變遷、土地公港淤積，加上房裡城在光緒二年（1876年）發生大火，房裡市街也隨之蕭條。林坤山說，石碑因大水災流失，曾拿去當水溝石板，後來有人尋獲，送到苑裡順天宮廟存放。原鑲在廟內牆上，1980年代才豎立在廟前。1984年6月，縣府在碑石旁另立一碑寫：「房裡溪者一望一沙石，通十里，難行，遇雨水漲，徒步不能，臨河必返，設有渡舟取資通行，後經淡水廳官方供設免費渡過，以立碑於此，謂之官義渡」。
2017年12月，苗栗縣政府文化觀光局舉行年度第三次有形文化資產審議委員會，將此碑以「房裡溪官義渡示禁碑」之名登錄為一般古物類。該局表示，目前類似此古物，除八獎溪義渡碑、中港溪永寧義渡碑及永濟義渡碑外，已甚少留存，顯現其稀有與代表性。